# 橘清野
橘 清野（たちばな の きよの）は、平安時代初期の貴族。名は浄野とも記される。参議・橘奈良麻呂の子。官位は従四位上。

## 経歴
弘仁3年（812年）従五位下に叙爵。嵯峨朝末の弘仁13年（822年）従五位上次いで従四位下と1年間に四階の昇叙を受けた。淳和朝の天長2年（825年）従四位上に至る。
天長6年（830年）12月19日卒去。享年80。最終官位は散位従四位上。

## 人物
質素な性格で、欲が少なかった。交野に隠棲し朝廷に出仕しようとしなかったが、嵯峨天皇の皇后・橘嘉智子の伯父であったことから高位に昇ったという。

## 官歴
『日本後紀』による。
- 時期不詳：正六位上
- 弘仁3年（812年）正月7日：従五位下
- 弘仁13年（822年）正月7日：従五位上。日付不詳：従四位下
- 天長2年（825年）正月7日：従四位上
- 天長6年（830年）12月19日：卒去（散位従四位上）

## 系譜
- 父：橘奈良麻呂
- 母：不詳
- 生母不明の子女
  - 男子：橘安雄[2]
  - 男子：橘広雄[2]
  - 男子：橘継麻呂
  - 女子：橘船子 - 淳和天皇後宮